# Nick Chadwick
Nick Chadwick est un footballeur professionnel anglais, né le 26 octobre 1982 à Stoke-on-Trent.

## Carrière
- 2001 - fév. 2005 :  Everton
  - fév. 2003 - avr. 2003 :  Derby County (prêt)
  - nov. 2003 - jan. 2004 :  Millwall (prêt)
  - mars 2004 - avr. 2004 :  Millwall (prêt)
- fév. 2005 - 2008 :  Plymouth Argyle
- 2008 - jan. 2009 :  Hereford United FC
- jan. 2009 - déc. 2009 :  Shrewsbury Town FC
  - 2009 - déc. 2009 :  Chester City FC (prêt)
- jan. 2010 - 2011 :  Barrow AFC
- 2011 - jan. 2012 :  Stockport County[1]
  - nov. 2011 - jan. 2012:  Plymouth Argyle (prêt)
- jan. 2012 - 
  - oct. 2013 - jan. 2014 :  Tamworth FC